# Cúp Algarve 2017
Cúp Algarve 2017 (tiếng Anh: Algarve Cup 2017), giải bóng đá giao hữu thường niên diễn ra tại Algarve, Bồ Đào Nha từ 1 đến 8 tháng 3 năm 2017.

## Vòng bảng
Danh sách các bảng đấu được công bố ngày 18 tháng 11 năm 2016.
- Giờ thi đấu là WET (UTC±0).

### Bảng A
| Đội        | Tr | T | H | B | BT | BB | HS  | Đ |
| ---------- | -- | - | - | - | -- | -- | --- | - |
| Canada     | 3  | 2 | 1 | 0 | 3  | 1  | +2  | 7 |
| Đan Mạch   | 3  | 2 | 0 | 1 | 12 | 2  | +10 | 6 |
| Nga        | 3  | 1 | 0 | 2 | 3  | 8  | −5  | 3 |
| Bồ Đào Nha | 3  | 0 | 1 | 2 | 0  | 7  | −7  | 1 |

| Bồ Đào Nha | 0–1      | Nga         |
| ---------- | -------- | ----------- |
|            | Chi tiết | Mashina 82' |

| Đan Mạch | 0–1      | Canada       |
| -------- | -------- | ------------ |
|          | Chi tiết | Sinclair 90' |

| Nga           | 1–2      | Canada                       |
| ------------- | -------- | ---------------------------- |
| Makarenko 58' | Chi tiết | - Schmidt 10' - Sinclair 26' |

| Bồ Đào Nha | 0–6      | Đan Mạch                                                              |
| ---------- | -------- | --------------------------------------------------------------------- |
|            | Chi tiết | - S. Larsen 11', 32' - L. Jensen 9' - Troelsgaard 25', 68' - Veje 59' |

| Nga                 | 1–6      | Đan Mạch                                                              |
| ------------------- | -------- | --------------------------------------------------------------------- |
| Chernomyrdina 45+3' | Chi tiết | - Harder 25' (ph.đ.), 59', 72' - N. Sørensen 70' - S. Hansen 82', 89' |

| Canada | 0–0      | Bồ Đào Nha |
| ------ | -------- | ---------- |
|        | Chi tiết |            |

### Bảng B
| Đội         | Tr | T | H | B | BT | BB | HS | Đ |
| ----------- | -- | - | - | - | -- | -- | -- | - |
| Tây Ban Nha | 3  | 2 | 1 | 0 | 5  | 1  | +4 | 7 |
| Nhật Bản    | 3  | 2 | 0 | 1 | 5  | 2  | +3 | 6 |
| Iceland     | 3  | 0 | 2 | 1 | 1  | 3  | −2 | 2 |
| Na Uy       | 3  | 0 | 1 | 2 | 1  | 6  | −5 | 1 |

| Nhật Bản     | 1–2      | Tây Ban Nha                    |
| ------------ | -------- | ------------------------------ |
| Yokoyama 81' | Chi tiết | - Meseguer 59' - O. García 72' |

| Na Uy        | 1–1      | Iceland       |
| ------------ | -------- | ------------- |
| Hegerberg 4' | Chi tiết | Jónsdóttir 8' |

| Nhật Bản          | 2–0      | Iceland |
| ----------------- | -------- | ------- |
| Hasegawa 11', 17' | Chi tiết |         |

| Tây Ban Nha                                             | 3–0      | Na Uy |
| ------------------------------------------------------- | -------- | ----- |
| - Thorisdottir 24' (l.n.) - Hermoso 38' - O. García 40' | Chi tiết |       |

| Na Uy | 0–2      | Nhật Bản            |
| ----- | -------- | ------------------- |
|       | Chi tiết | - Yokoyama 59', 89' |

| Iceland | 0–0      | Tây Ban Nha |
| ------- | -------- | ----------- |
|         | Chi tiết |             |

### Bảng C
| Đội        | Tr | T | H | B | BT | BB | HS | Đ |
| ---------- | -- | - | - | - | -- | -- | -- | - |
| Úc         | 3  | 2 | 0 | 1 | 5  | 4  | +1 | 6 |
| Hà Lan     | 3  | 2 | 0 | 1 | 4  | 3  | +1 | 6 |
| Thụy Điển  | 3  | 1 | 1 | 1 | 1  | 1  | 0  | 4 |
| Trung Quốc | 3  | 0 | 1 | 2 | 1  | 3  | −2 | 1 |

| Hà Lan     | 1–0      | Trung Quốc |
| ---------- | -------- | ---------- |
| Jansen 13' | Chi tiết |            |

| Úc | 0–1      | Thụy Điển   |
| -- | -------- | ----------- |
|    | Chi tiết | Schelin 60' |

| Úc                               | 3–2      | Hà Lan                     |
| -------------------------------- | -------- | -------------------------- |
| - Gielnik 16', 31' - Kennedy 45' | Chi tiết | - Miedema 75' - Spitse 79' |

| Trung Quốc | 0–0      | Thụy Điển |
| ---------- | -------- | --------- |
|            | Chi tiết |           |

| Trung Quốc          | 1–2      | Úc                            |
| ------------------- | -------- | ----------------------------- |
| - Vương San San 36' | Chi tiết | - Gielnik 61' - Carpenter 84' |

| Thụy Điển | 0–1      | Hà Lan                     |
| --------- | -------- | -------------------------- |
|           | Chi tiết | - van den Berg 81' (ph.đ.) |

## Vòng phân hạng

### Tranh hạng mười một
| Na Uy                      | 2–0      | Bồ Đào Nha |
| -------------------------- | -------- | ---------- |
| - Isaksen 13' - Reiten 66' | Chi tiết |            |

### Tranh hạng chín
| Iceland                | 2–1      | Trung Quốc        |
| ---------------------- | -------- | ----------------- |
| Sigurðardóttir 9', 47' | Chi tiết | Vương San San 36' |

### Tranh hạng bảy
| Thụy Điển                                  | 4–0      | Nga |
| ------------------------------------------ | -------- | --- |
| - Asllani 6', 35' - Fischer 9' - Rolfö 77' | Chi tiết |     |

### Tranh hạng năm
| Nhật Bản                                 | 2–3      | Hà Lan                                           |
| ---------------------------------------- | -------- | ------------------------------------------------ |
| - Yokoyama 20' - Van den Bulk 77' (l.n.) | Chi tiết | - Dekker 13' - Martens 19' - Utsugi 90+2' (l.n.) |

### Tranh hạng ba
| Úc                                     | 1–1      | Đan Mạch                                        |
| -------------------------------------- | -------- | ----------------------------------------------- |
| K. Simon 36'                           | Chi tiết | Harder 80'                                      |
| Loạt sút luân lưu                      |          |                                                 |
| - Kellond-Knight - Polkinghorne - Kerr | 1–4      | Røddik Hansen · Petersen · Larsen · Troelsgaard |

### Chung kết
| Tây Ban Nha | 1–0      | Canada |
| ----------- | -------- | ------ |
| Ouahabi 5'  | Chi tiết |        |

## Cầu thủ ghi bàn
4 bàn
- Pernille Harder
- Yokoyama Kumi

3 bàn
- Emily Gielnik

2 bàn
- Christine Sinclair
- Sarah Hansen
- Stine Larsen
- Sanne Troelsgaard Nielsen
- Málfríður Erna Sigurðardóttir
- Hasegawa Yui
- Olga García
- Kosovare Asllani
- Vương San San

1 bàn
- Sophie Schmidt
- Line Jensen
- Nicoline Sørensen
- Katrine Veje
- Mandy van den Berg
- Anouk Dekker
- Renate Jansen
- Lieke Martens
- Vivianne Miedema
- Sherida Spitse
- Gunnhildur Yrsa Jónsdóttir
- Ada Hegerberg
- Ingvild Isaksen
- Guro Reiten
- Margarita Chernomyrdina
- Daria Makarenko
- Olesya Mashina
- Jennifer Hermoso
- Silvia Meseguer
- Leila Ouahabi
- Nilla Fischer
- Fridolina Rolfö
- Lotta Schelin
- Ellie Carpenter
- Alanna Kennedy
- Kyah Simon

Phản lưới nhà
- Sheila van den Bulk (trận gặp Nhật Bản)
- Maria Thorisdottir (trận gặp Tây Ban Nha)
- Utsugi Rumi (trận gặp Hà Lan)